# Gaza (slak)
Gaza is een geslacht van weekdieren uit de klasse van de Gastropoda (slakken).

## Soorten
- Gaza compta Simone & Cunha, 2006
- Gaza cubana Clench & Aguayo, 1940
- Gaza daedala Watson, 1879
- Gaza fischeri Dall, 1889
- Gaza olivacea Quinn, 1991
- Gaza polychoronos Vilvens, 2012
- Gaza rathbuni Dall, 1890
- Gaza superba (Dall, 1881)